# 南木镇
南木镇，是中华人民共和国广西壮族自治区贵港市桂平市下辖的一个乡镇级行政单位。

## 行政区划
南木镇下辖以下地区：
南木村、合山村、古旺村、长清村、大黎村、弩滩村、上岭村、龙富村、高塘村、渡头村、三鼎村、金龙村、山塘村、朱凤村、洛连村、和社村、黎明村、沿江村、联江村、古椤村、桂塘村、龙门村、珠盏村、上湾村、群合村、新宁村、中桥村和思竹村。